# N645 (België)
De N645 is een gewestweg in de Belgische provincie Luik. De weg verbindt de N633 in Targnon met een kruispunt bij Joubiéval ten zuidwesten van Vielsalm. Dit kruispunt ligt op de grens van de provincies Luik en Luxemburg. De route heeft een lengte van ongeveer 28 kilometer.

## Plaatsen langs de N645
- Targnon
- Bierleux
- Neucy
- Les Villettes
- Lierneux
- Verleumont
- Petit-Sart
- Joubiéval